# Lacul Crater

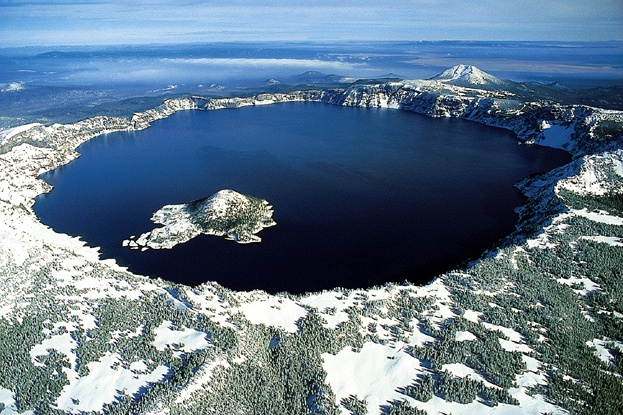
Lacul Crater

Lacul Crater (în engleză Crater Lake) este un lac de origine vulcanică din sud-vestul statului Oregon, SUA, aflat sub poalele Munților Cascadelor (Cascade Range) la 2001 m altitudine; ocupă un vechi crater vulcanic al vulcanului Mazama. Are o adâncime maximală de 608 m și o suprafață de 53 km2. Este cel mai adânc lac din SUA și al doilea ca adâncime din America de Nord, după Lacul Sclavilor.
Lacul s-a format într-o depresiune ultramontană, rezultată din prăbușirea vârfului vulcanului preistoric Mazama înalt de 3657 m, distrus într-o erupție vulcanică, acum mai bine de 6000 ani, după ultima fază glaciară pleistocenă. Caldeira vulcanului Mazama era uriașă, 8 km în diametru, cu o adâncime de 1249 m. Ea s-a umplut apoi cu apă rezultată din precipitații și topirea zăpezilor. Ulterior, erupțiile vulcanice au înconjurat lacul Crater cu pereți formați de lavă multicoloră, a căror înălțime este de 165–660 m, contribuind și la apariția unor insule: Wizard și Phantom Ship (Vasul Fantomă).
Lacul a fost descoperit în anul 1853 de către John Wesley Hillman care i-a atribuit numele de Lacul adânc albastru (Deep Blue Lake). El însă era cunoscut din timpuri îndepărtate de către amerindienii Klamath.
Lacul are o culoare intens albastră; există o relație directă între culoarea apelor lacului și adâncimea sa; în zilele însorite culorile roșu, portocaliu, verde și galben de undă lungă sunt absorbite, în timp ce albastrul este reflectat în atmosferă. Pantele vulcanului Mazama sunt acoperite de păduri cu copaci de aproape 900 de ani vechime.
Regiunea din jurul lacului Crater a devenit în 1902 parc național - parcul național Lacul Crater; parcul ocupă o suprafață de 647 km2. Fauna parcului național este abundentă în diverse specii de pădure, prerie, semideșert și deșert, și cuprinde circa 800 de specii de mamifere, 150 de specii de păsări, 44 de specii de reptile, 10 specii de amfibieni, 30 de specii de pești. Se remarcă mai ales veverițele cu mantie aurie, șoimii, vulturii, corbii, urșii, vulpile roșii, coioții, râșii, jderii, căprioarele.